# Argentostiria
Argentostiria là một chi bướm đêm thuộc họ Noctuidae.

## Các loài
- Argentostiria koebelei (Riley, 1893)